# Campionato mondiale per club FIVB 2024 (maschile)
Il campionato mondiale per club FIVB 2024 si è svolto dal 10 al 15 dicembre 2024 a Uberlândia, in Brasile: al torneo hanno partecipato otto squadre di club e la vittoria finale è andata, per la quinta volta, al Sada.

## Regolamento

### Formula
La formula ha previsto:
- Fase a gironi, disputata con girone all'italiana: le prime due classificate di ogni girone hanno acceduto alla fase finale.
- Fase finale, disputata con semifinali, finale per il terzo posto e finale[3].

### Criteri di classifica
Se il risultato finale è stato di 3-0 o 3-1 sono stati assegnati 3 punti alla squadra vincente e 0 a quella sconfitta, se il risultato finale è stato di 3-2 sono stati assegnati 2 punti alla squadra vincente e 1 a quella sconfitta.
L'ordine del posizionamento in classifica è stato definito in base a:
- Numero di partite vinte;
- Punti;
- Ratio dei set vinti/persi;
- Ratio dei punti realizzati/subiti;
- Risultati degli scontri diretti;
- Classifica avulsa.

## Squadre partecipanti
Il Jastrzębski Węgiel, la finalista della CEV Champions League 2023-2024, ha rinunciato alla partecipazione al torneo: al suo posto è stata ripescata la migliore semifinalista della competizione, la Lube.
| Squadra               | Qualificazione                                  |
| --------------------- | ----------------------------------------------- |
| ABCD                  | Squadra organizzatrice                          |
| Al-Ahly               | 1ª al campionato africano per club 2024         |
| Ciudad                | 2ª al campionato sudamericano per club 2024     |
| Foolad Sirjan Iranian | 1ª al campionato asiatico per club 2024         |
| Lube                  | Semifinalista in CEV Champions League 2023-2024 |
| Sada                  | 1ª al campionato sudamericano per club 2024     |
| Shahdab Yazd          | 2ª al campionato asiatico per club 2024         |
| Trentino              | 1ª in CEV Champions League 2023-2024            |

## Torneo

### Fase a gironi
| Girone A              | Girone B     |
| --------------------- | ------------ |
| ABCD                  | Ciudad       |
| Al-Ahly               | Sada         |
| Foolad Sirjan Iranian | Shahdab Yazd |
| Lube                  | Trentino     |

#### Girone A

##### Risultati
| 10 dicembre 2024 Arena Sabiazinho, Uberlândia Durata: 1h:52 - Spettatori: 250   | Foolad Sirjan Iranian | 3 - 2 | Lube                  | 25-21, 14-25, 24-26, 25-23, 16-14 |
| 10 dicembre 2024 Arena Sabiazinho, Uberlândia Durata: 1h:59 - Spettatori: 1 125 | ABCD                  | 1 - 3 | Al-Ahly               | 23-25, 25-23, 21-25, 25-27        |
| 11 dicembre 2024 Arena Sabiazinho, Uberlândia Durata: 1h:42 - Spettatori: 150   | Foolad Sirjan Iranian | 3 - 1 | Al-Ahly               | 19-25, 25-15, 25-21, 25-19        |
| 11 dicembre 2024 Arena Sabiazinho, Uberlândia Durata: 1h:12 - Spettatori: 800   | ABCD                  | 0 - 3 | Lube                  | 18-25, 19-25, 26-28               |
| 12 dicembre 2024 Arena Sabiazinho, Uberlândia Durata: 1h:11 - Spettatori: 1 200 | ABCD                  | 0 - 3 | Foolad Sirjan Iranian | 16-25, 13-25, 21-25               |
| 13 dicembre 2024 Arena Sabiazinho, Uberlândia Durata: 1h:56 - Spettatori: 248   | Lube                  | 3 - 1 | Al-Ahly               | 25-21, 24-26, 25-16, 25-17        |

##### Classifica
| Pos. | Squadra               | Pt | G | V | P | SV | SP | Ratio | PF  | PS  | Ratio |
| ---- | --------------------- | -- | - | - | - | -- | -- | ----- | --- | --- | ----- |
| 1.   | Foolad Sirjan Iranian | 8  | 3 | 3 | 0 | 9  | 3  | 3,000 | 273 | 239 | 1,142 |
| 2.   | Lube                  | 7  | 3 | 2 | 1 | 8  | 4  | 2,000 | 286 | 247 | 1,158 |
| 3.   | Al-Ahly               | 3  | 3 | 1 | 2 | 5  | 7  | 0,714 | 260 | 287 | 0,906 |
| 4.   | ABCD                  | 0  | 3 | 0 | 3 | 1  | 9  | 0,111 | 207 | 253 | 0,818 |

      Qualificata alle semifinali.

#### Girone B

##### Risultati
| 10 dicembre 2024 Arena Sabiazinho, Uberlândia Durata: 1h:10 - Spettatori: 200   | Trentino | 3 - 0 | Shahdab Yazd | 25-12, 25-22, 25-21               |
| 10 dicembre 2024 Arena Sabiazinho, Uberlândia Durata: 1h:52 - Spettatori: 1 540 | Sada     | 3 - 1 | Ciudad       | 27-29, 25-21, 25-17, 25-22        |
| 11 dicembre 2024 Arena Sabiazinho, Uberlândia Durata: 1h:18 - Spettatori: 250   | Trentino | 3 - 0 | Ciudad       | 25-22, 25-23, 25-16               |
| 11 dicembre 2024 Arena Sabiazinho, Uberlândia Durata: 1h:53 - Spettatori: 1 685 | Sada     | 1 - 3 | Shahdab Yazd | 18-25, 25-20, 24-26, 25-27        |
| 12 dicembre 2024 Arena Sabiazinho, Uberlândia Durata: 1h:58 - Spettatori: 3 674 | Trentino | 2 - 3 | Sada         | 25-19, 21-25, 25-18, 16-25, 12-15 |
| 13 dicembre 2024 Arena Sabiazinho, Uberlândia Durata: 1h:38 - Spettatori: 125   | Ciudad   | 3 - 1 | Shahdab Yazd | 25-23, 25-23, 17-25, 25-18        |

##### Classifica
| Pos. | Squadra      | Pt | G | V | P | SV | SP | Ratio | PF  | PS  | Ratio |
| ---- | ------------ | -- | - | - | - | -- | -- | ----- | --- | --- | ----- |
| 1.   | Trentino     | 7  | 3 | 2 | 1 | 8  | 3  | 2,667 | 249 | 218 | 1,142 |
| 2.   | Sada         | 5  | 3 | 2 | 1 | 7  | 6  | 1,167 | 296 | 286 | 1,035 |
| 3.   | Shahdab Yazd | 3  | 3 | 1 | 2 | 4  | 7  | 0,571 | 242 | 259 | 0,934 |
| 4.   | Ciudad       | 3  | 3 | 1 | 2 | 4  | 7  | 0,571 | 242 | 266 | 0,910 |

      Qualificata alle semifinali.

### Fase finale
|  | Semifinali | Semifinali            | Semifinali |          |    | Finale          | Finale                | Finale          |  |
|  |            |                       |            |          |    |                 |                       |                 |  |
|  | 1A         | Foolad Sirjan Iranian | 1          |          |    |                 |                       |                 |  |
|  | 1A         | Foolad Sirjan Iranian | 1          |          |    |                 |                       |                 |  |
|  | 2B         | Sada                  | 3          |          |    |                 |                       |                 |  |
|  | 2B         | Sada                  | 3          |          | 2B | Sada            | 3                     |                 |  |
|  |            |                       |            |          | 2B | Sada            | 3                     |                 |  |
|  |            |                       | 1B         | Trentino | 1  |                 |                       |                 |  |
|  | 1B         | Trentino              | 1B         | Trentino | 1  | 3               |                       |                 |  |
|  | 1B         | Trentino              |            |          |    | 3               |                       |                 |  |
|  | 2A         | Lube                  | 0          |          |    | Finale 3º posto | Finale 3º posto       | Finale 3º posto |  |
|  | 2A         | Lube                  | 0          |          |    |                 |                       |                 |  |
|  |            |                       |            |          |    |                 |                       |                 |  |
|  |            |                       |            |          |    | 1A              | Foolad Sirjan Iranian | 3               |  |
|  |            |                       |            |          |    | 1A              | Foolad Sirjan Iranian | 3               |  |
|  |            |                       |            |          |    | 2A              | Lube                  | 2               |  |

#### Semifinali
| 14 dicembre 2024 Arena Sabiazinho, Uberlândia Durata: 1h:52 - Spettatori: 4 125 | Foolad Sirjan Iranian | 1 - 3 | Sada | 23-25, 11-25, 25-23, 24-26 |
| 14 dicembre 2024 Arena Sabiazinho, Uberlândia Durata: 1h:27 - Spettatori: 1 875 | Trentino              | 3 - 0 | Lube | 25-20, 28-26, 25-19        |

#### Finale 3º posto
| 15 dicembre 2024 Arena Sabiazinho, Uberlândia Durata: 2h:19 - Spettatori: 1 545 | Foolad Sirjan Iranian | 3 - 2 | Lube | 23-25, 25-23, 21-25, 26-24, 19-17 |

#### Finale
| 15 dicembre 2024 Arena Sabiazinho, Uberlândia Durata: 1h:57 - Spettatori: 6 000 | Sada | 3 - 1 | Trentino | 25-22, 20-25, 25-16, 25-22 |

## Classifica finale
| Pos     | Squadre               |
| ------- | --------------------- |
| Oro     | Sada                  |
| Argento | Trentino              |
| Bronzo  | Foolad Sirjan Iranian |
| 4       | Lube                  |
| 5       | Al-Ahly               |
| 6       | Shahdab Yazd          |
| 7       | Ciudad                |
| 8       | ABCD                  |

## Premi individuali
| Premio                | Nome                   | Squadra               |
| --------------------- | ---------------------- | --------------------- |
| MVP                   | Wallace de Souza       | Sada                  |
| Miglior palleggiatore | Matheus Silva          | Sada                  |
| Miglior opposto       | Wallace de Souza       | Sada                  |
| Miglior schiacciatore | Alessandro Michieletto | Trentino              |
| Miglior schiacciatore | Alireza Abdolhamidi    | Foolad Sirjan Iranian |
| Miglior centrale      | Lucas Saatkamp         | Sada                  |
| Miglior centrale      | Marco Pellacani        | Trentino              |
| Miglior libero        | Alexandre Elias        | Sada                  |

## Statistiche
| Rendimento individuale | Rendimento individuale | Rendimento individuale | Rendimento individuale |
| Pos.                   | Nome                   | Punti                  | Squadra                |
| ---------------------- | ---------------------- | ---------------------- | ---------------------- |
| 1                      | Wallace de Souza       | 108                    | Sada                   |
| 2                      | Ali Hajipour           | 92                     | Foolad Sirjan Iranian  |
| 3                      | Alireza Abdolhamidi    | 68                     | Foolad Sirjan Iranian  |
| 4                      | Aleksandăr Nikolov     | 65                     | Lube                   |
| 5                      | Adis Lagumdžija        | 64                     | Lube                   |

| Attacchi vincenti | Attacchi vincenti   | Attacchi vincenti | Attacchi vincenti     |
| Pos.              | Nome                | Punti             | Squadra               |
| ----------------- | ------------------- | ----------------- | --------------------- |
| 1                 | Wallace de Souza    | 97                | Sada                  |
| 2                 | Ali Hajipour        | 77                | Foolad Sirjan Iranian |
| 3                 | Alireza Abdolhamidi | 58                | Foolad Sirjan Iranian |
| 4                 | Aleksandăr Nikolov  | 56                | Lube                  |
| 5                 | Adis Lagumdžija     | 54                | Lube                  |

| Muri vincenti | Muri vincenti         | Muri vincenti | Muri vincenti         |
| Pos.          | Nome                  | Punti         | Squadra               |
| ------------- | --------------------- | ------------- | --------------------- |
| 1             | Ali Hajipour          | 13            | Foolad Sirjan Iranian |
| 1             | Mohammad Mousavi      | 13            | Foolad Sirjan Iranian |
| 3             | Barthélémy Chinenyeze | 10            | Lube                  |
| 3             | Otávio Pinto          | 10            | Sada                  |
| 5             | Lucas Saatkamp        | 8             | Sada                  |

| Battute vincenti | Battute vincenti       | Battute vincenti | Battute vincenti |
| Pos.             | Nome                   | Punti            | Squadra          |
| ---------------- | ---------------------- | ---------------- | ---------------- |
| 1                | Alessandro Michieletto | 8                | Trentino         |
| 2                | Wallace de Souza       | 7                | Sada             |
| 2                | Adis Lagumdžija        | 7                | Lube             |
| 4                | Otávio Pinto           | 6                | Sada             |
| 4                | Lucas Saatkamp         | 6                | Sada             |
| 4                | Matheus Silva          | 6                | Sada             |